# 横十間川

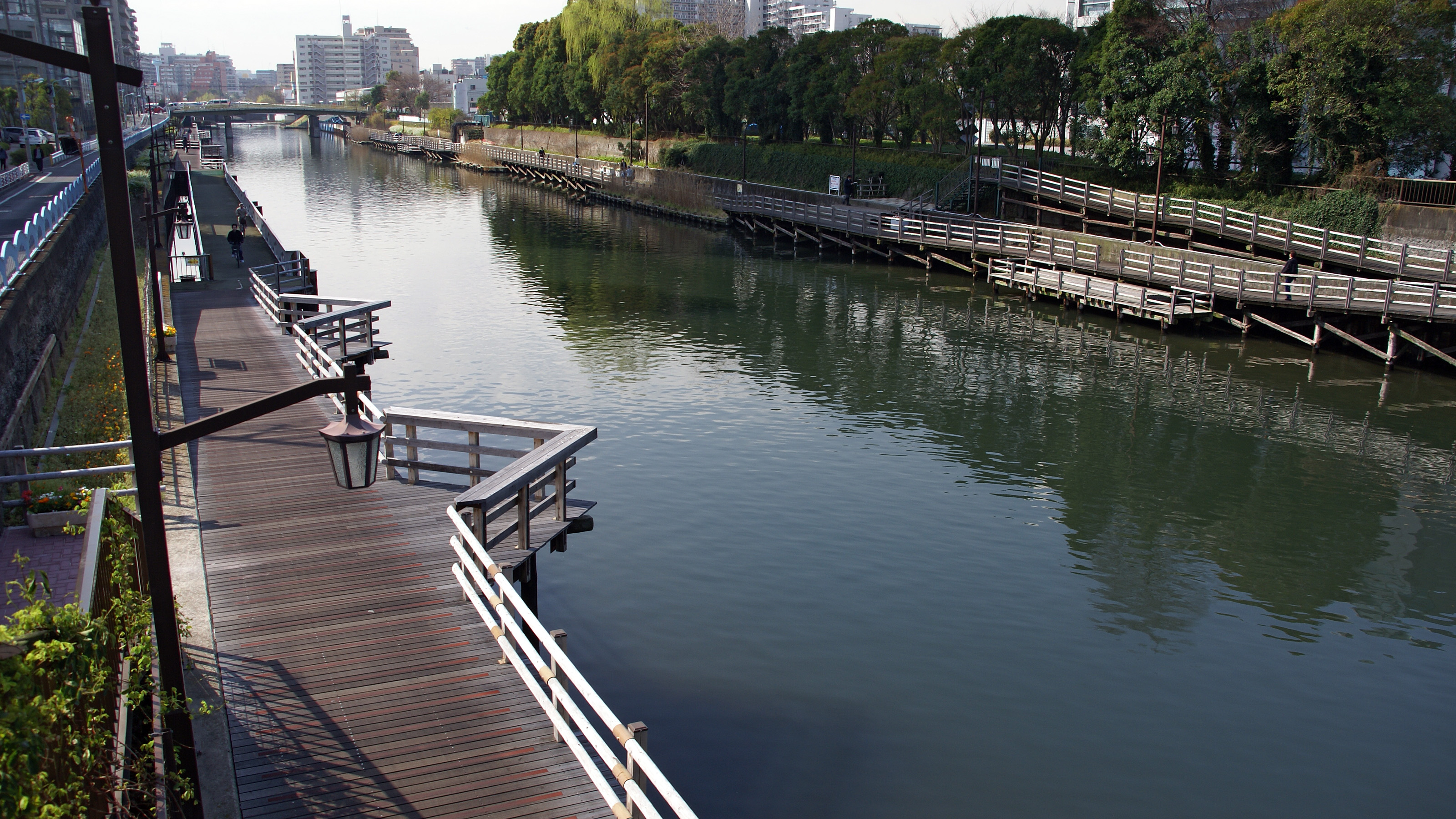
横十間川

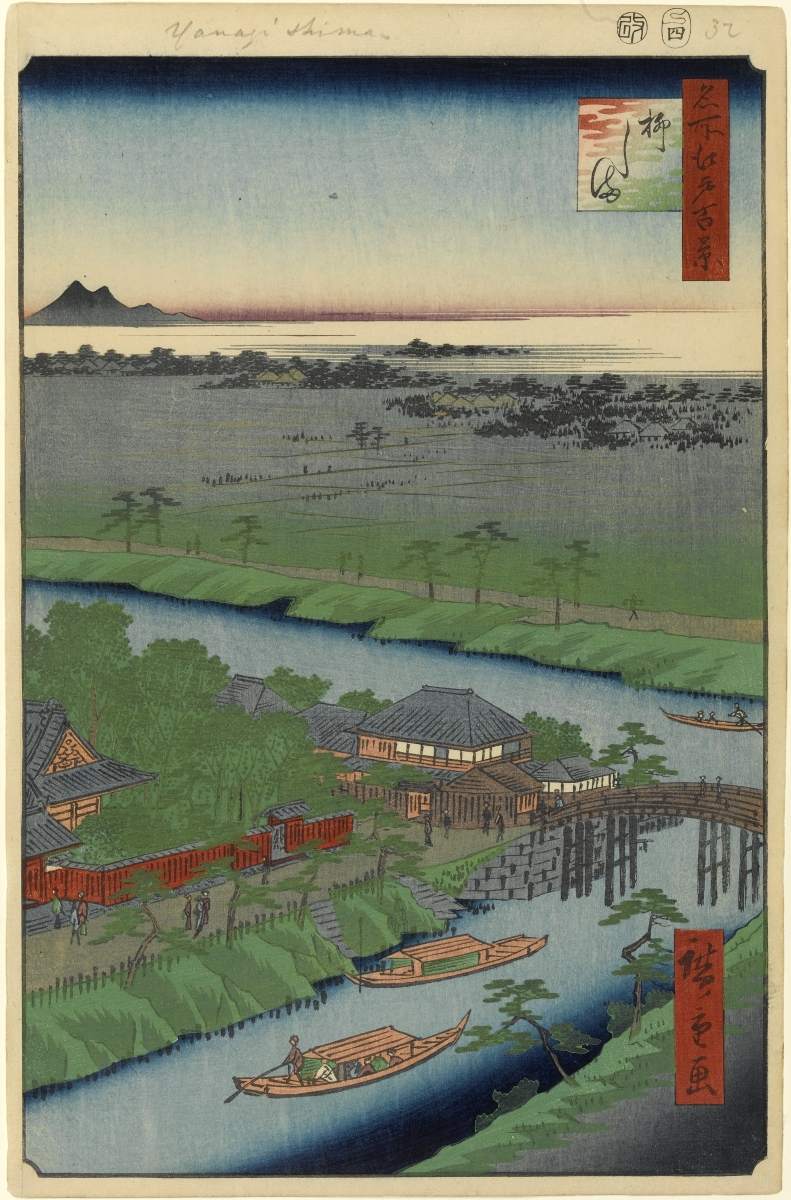
広重『名所江戸百景』「柳しま」。絵の下の川が横十間川、絵の中央の川が北十間川、左上の山は筑波山。

横十間川（よこじゅっけんがわ）は、東京都墨田区・江東区を流れる運河。天神川や釜屋堀、横十間堀、横十間堀川ともよばれる。
一級河川に指定されている。

## 地理
東京都江東区亀戸と墨田区業平の境界で北十間川から分かれ南へ流れる。ここから竪川が交差する点に至るまでは、川の中央が両区の区境となっている。竪川と交差し、さらに小名木川と交差するが、そこにはX字状の小名木川クローバー橋が架かる。仙台堀川と交差した下流で西に流路を変え、江東区東陽で大横川に合流する。
周囲は地下水汲み上げによりゼロメートル地帯となり、天井川となっていたが、扇橋閘門等により堰き止められ常時排水することにより、海水面より1メートル水位を低下させた。これに伴い、小名木川クローバー橋から大横川に合流する地点までの区間は埋め立てられ、横十間川親水公園として整備されている。
かつては、武蔵国と下総国との国境、東京市（東京15区時代）と南葛飾郡との市郡境、東京市内（東京35区時代）の本所区・深川区と城東区との区境にもなっていた。

## 環境
東京都はダイオキシン類対策特別措置法に基づいた各施設からのダイオキシン類排出抑制に取り組み、排出量を推計で1998年（平成10年）度に比べ、最大で20分の1に低減させた。しかし、横十間川には底質中のダイオキシン類が環境基準値（150pg-TEQ/g）を超える底質汚染があり、東京都は改善を検討している。

## 歴史
- 1659年 - 徳山重政・山崎重政両名（翌年本所奉行に任命）によって開削された。

## 名称の由来
江戸城に対して横に流れ、川幅が十間（18m）あったことから。別名の天神川は、亀戸天神の横を流れることに由来する。

## 橋梁
- 柳島橋 - （浅草通り）
- 神明橋
- 栗原橋
- 天神橋 - （蔵前橋通り）
- 錦糸橋
- （総武本線の橋梁）
- 松代橋 - （京葉道路）
- 旅所橋 - （馬車通り）
- 清水橋
- 本村橋 - （新大橋通り）
- 大島橋
- 小名木川クローバー橋
- 三島橋
- 岩井橋 - （清洲橋通り）
- 海砂橋
- 千砂橋
- 豊砂橋 - （葛西橋通り）
- 井住橋 - （四ツ目通り）
- 平住橋 - （大門通り）
- 富士見橋

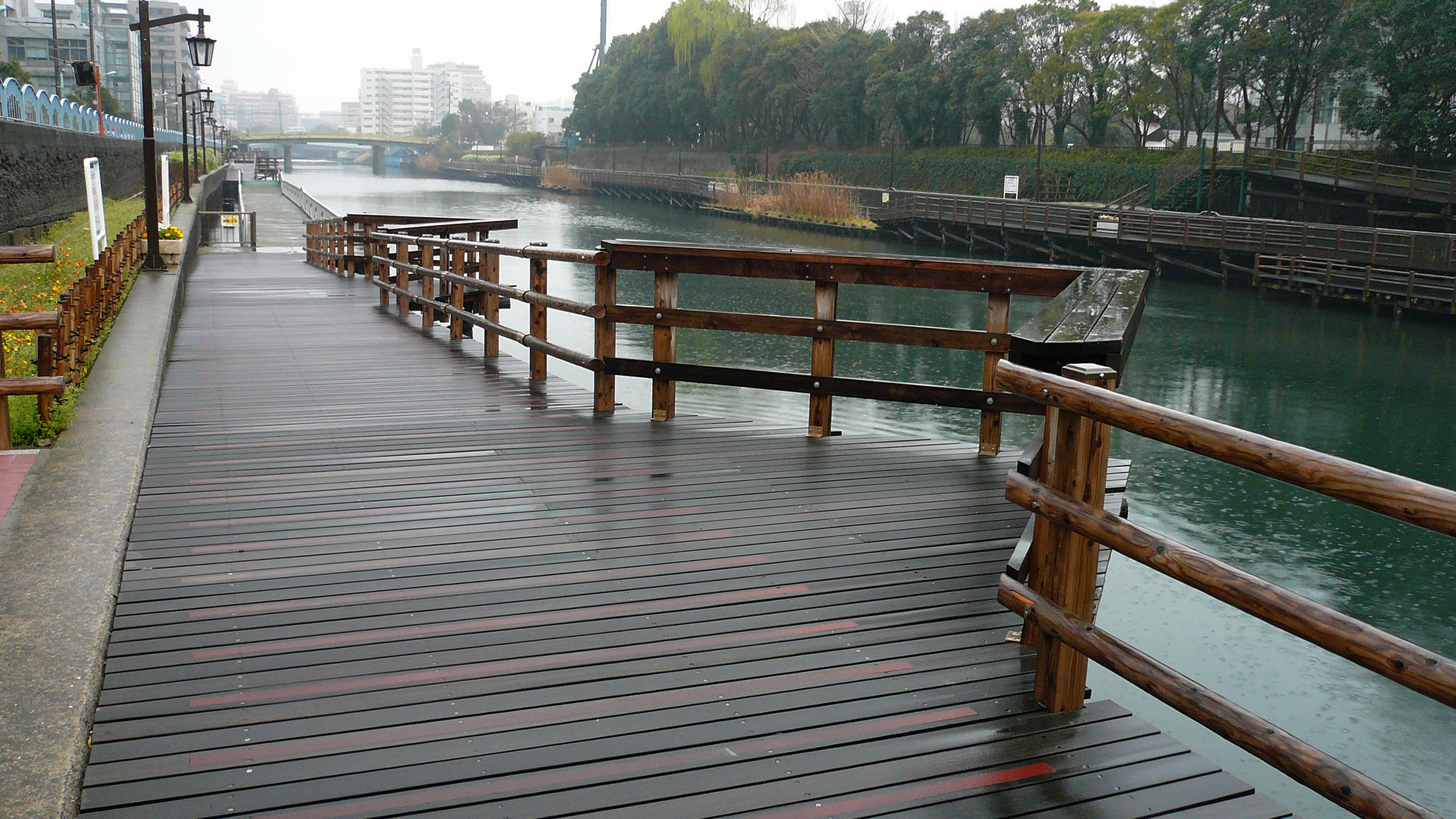
水辺の散歩道
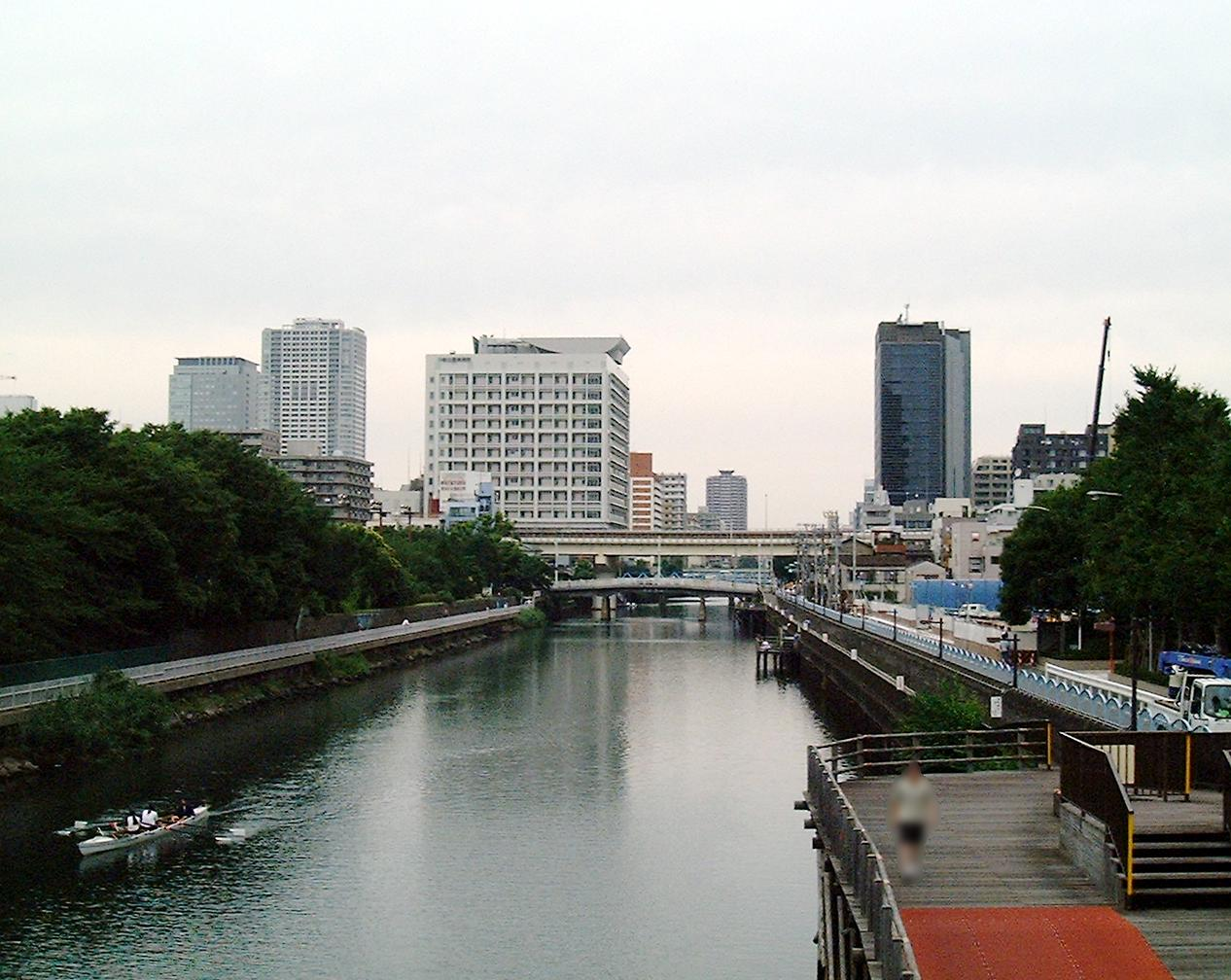
新大橋通りの橋上から北側を望む（2009年7月11日撮影）
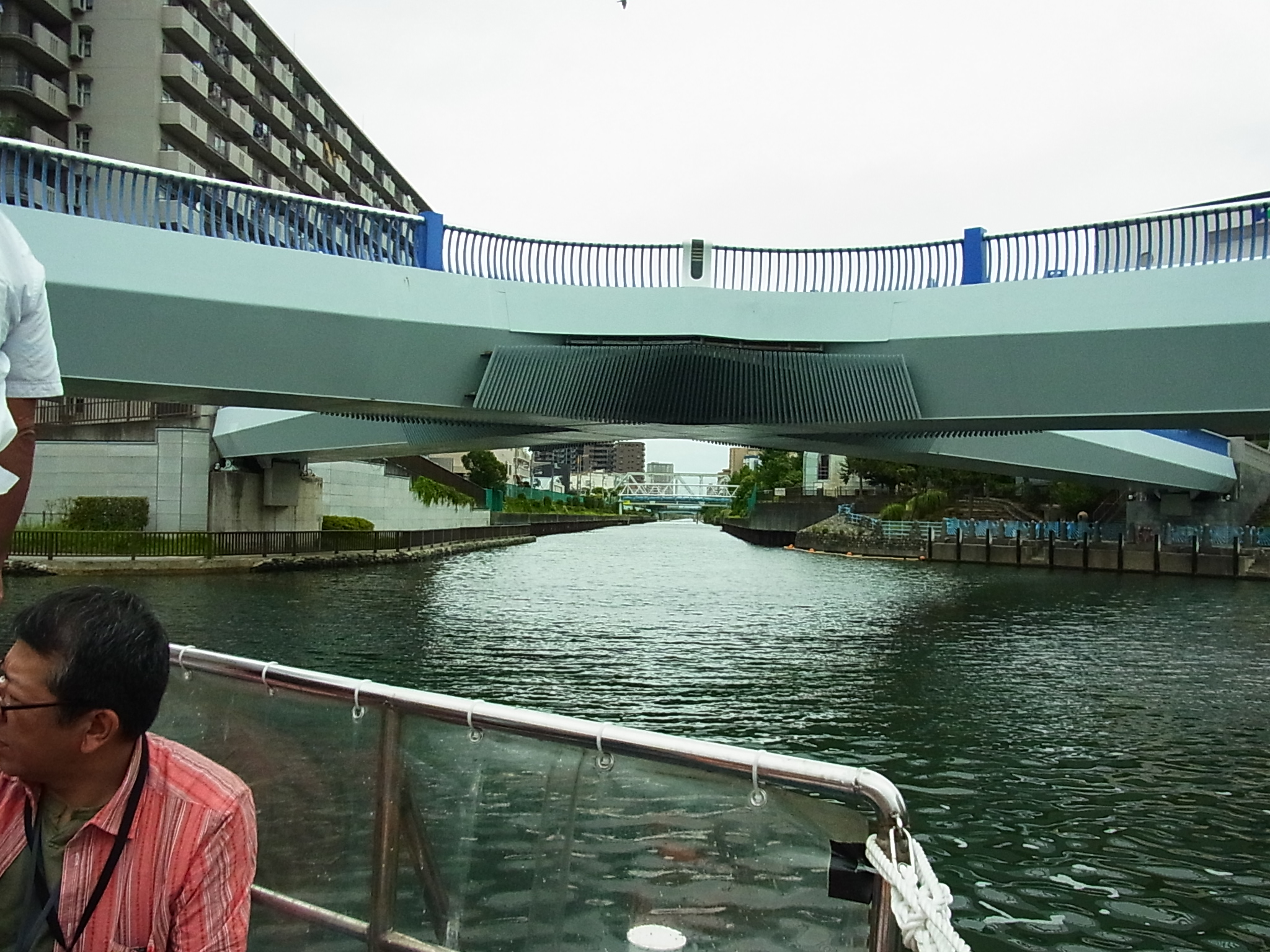
小名木川クローバー橋（2011年7月23日撮影）